# Jocs Asiàtics de 1990
Els Jocs Asiàtics de 1990 es van celebrar del 22 de setembre al 7 d'octubre de 1990 a Pequín, República Popular de la Xina.
Fou el primer gran esdeveniment esportiu internacional que es disputà a la Xina. Debutaren en aquesta edició els esports del softbol, sepak takraw, wushu, kabaddi i piragüisme.
Es van batre set rècords del món (sis en tir amb arc i un en ciclisme) i 89 d'Àsia, a més d'igualar-se un rècord del món i 11 asiàtics.
Els jocs van servir per desenvolupar l'àrea esportiva de la ciutat que estava en la lluita per aconseguir els Jocs Olímpics del 2000 i que finalment organitzà els del 2008.
La Xina fou la gran dominadora de la competició, en guanyar el 60% de les medalles d'or i el 34% del total.
La mascota oficial fou un ós panda anomenat PanPan.

## Esports
| - Tir amb arc - Atletisme - Bàdminton - Basquetbol - Boxa - Piragüisme - Ciclisme - Esgrima - Futbol | - Golf - Gimnàstica - Handbol - Hoquei sobre herba - Judo - Kabaddi - Rem - Vela - Sepak Takraw | - Tir olímpic - Softbol - Natació - Tennis de taula - Tennis - Voleibol - Halterofília - Lluita - Wushu |

## Comitès Participants
Comitès Olímpics Nacionals (CONs) anomenats segons la seva designació oficial del COI el 1990.
| - Maldives - Malàisia - Iemen - Bhutan - Japó - Xina Taipei - Brunei - Bahrain - Pakistan - Palestina - Qatar - Índia | - Indonèsia - Nepal - Laos - Iran - Oman - República Democràtica de l'Afganistan - Emirats Àrabs Units - Aràbia Saudita - Bangladesh - Kuwait - Hong Kong - Síria | - Tailàndia - Filipines - DPR Korea - Sri Lanka - Vietnam - Corea del Sud - Myanmar - Mongolia - Singapur - Líban - Macau - R.P. de la Xina |

## Medallers
| Posició | País            | Or  | Argent | Bronze | Total |
| 1       | R.P. de la Xina | 183 | 107    | 51     | 341   |
| 2       | Korea           | 54  | 54     | 73     | 181   |
| 3       | Japó            | 38  | 60     | 76     | 174   |
| 4       | DPR Korea       | 12  | 31     | 39     | 82    |
| 5       | Iran            | 4   | 6      | 8      | 18    |
| 6       | Filipines       | 4   | 5      | 9      | 18    |
| 7       | Pakistan        | 4   | 1      | 7      | 12    |
| 8       | Indonèsia       | 3   | 6      | 21     | 30    |
| 9       | Qatar           | 3   | 2      | 1      | 6     |
| 10      | Tailàndia       | 2   | 7      | 8      | 17    |
| 11      | Malàisia        | 2   | 2      | 4      | 8     |
| 12      | Índia           | 1   | 8      | 14     | 23    |
| 13      | Mongolia        | 1   | 7      | 9      | 17    |
| 14      | Síria           | 1   | 0      | 2      | 3     |
| 15      | Oman            | 1   | 0      | 0      | 0     |
| 16      | Xina Taipei     | 0   | 10     | 21     | 31    |
| 17      | Hong Kong       | 0   | 2      | 5      | 7     |
| 18      | Sri Lanka       | 0   | 2      | 1      | 3     |
| 19      | Singapur        | 0   | 1      | 4      | 5     |
| 20      | Bangladesh      | 0   | 1      | 0      | 1     |
| 21      | Myanmar         | 0   | 0      | 2      | 2     |
| 22      | Laos            | 0   | 0      | 1      | 1     |
| 23      | Macau           | 0   | 0      | 1      | 1     |
| 24      | Nepal           | 0   | 0      | 1      | 1     |
| 25      | Aràbia Saudita  | 0   | 0      | 1      | 1     |
| Total   | Total           | 313 | 312    | 358    | 983   |